# Cantó de Toul-Nord
El cantó de Toul-Nord és un cantó francès del departament de Meurthe i Mosel·la, situat al districte de Toul. Té 19 municipis i el cap és Toul.

## Municipis
- Aingeray
- Boucq
- Bouvron
- Bruley
- Dommartin-lès-Toul
- Écrouves
- Fontenoy-sur-Moselle
- Foug
- Gondreville
- Lagney
- Laneuveville-derrière-Foug
- Lay-Saint-Remy
- Lucey
- Ménil-la-Tour
- Pagney-derrière-Barine
- Sanzey
- Sexey-les-Bois
- Toul (part)
- Trondes

## Història
| Data d'elecció                           | Identitat         | Partit                     | Qualitat |
| ---------------------------------------- | ----------------- | -------------------------- | -------- |
| 1945-1951                                | Pierre Schmidt    | SFIO                       |          |
| 1951-1964                                | Henri Miller      | RI                         |          |
| 1964-1970                                | M. Guillaume      | Sense etiqueta             |          |
| 1970-1973                                | Christian Fouchet | UDR, després Divers droite |          |
| 1973-1994                                | Jacques Gossot    | UDR, després RPR           |          |
| 1994-2001                                | Nicole Feidt      | PS                         |          |
| 2001-                                    | Michèle Pilot     | PS                         |          |
| les dades anteriors no són pas conegudes |                   |                            |          |
|                                          |                   |                            |          |